# Mys Trafalgar
Trafalgar (španělsky Cabo de Trafalgar) je mys ležící na protáhlém tombole na atlantickém pobřeží Španělska. Nachází se v katastru vesnice Los Caños de Meca (provincie Cádiz) a tvoří západní hranici Gibraltarského průlivu. Název mysu pochází z arabštiny a má více výkladů: buď Taraf al-Ghar (mys jeskyní, popř. mys vavřínů) nebo Taraf al-Gharb (západní mys).
Již ve starověku stál na mysu chrám zasvěcený bohyni Junoně, také se zde těžila mořská sůl. Král Filip II. Španělský zde nařídil postavit strážní věže varující před nájezdy berberských pirátů. Z věží zbývají jen rozvaliny, v roce 1860 byl na mysu postaven 34 metrů vysoký maják. Oblast je chráněna nařízením Evropské komise jako místo významné pro Společenství.
Mys je proslulý jako dějiště bitvy u Trafalgaru, k níž došlo 21. října 1805 a britské námořnictvo pod vedením Horatia Nelsona v ní porazilo Francouze a Španěly. Na počest bitvy bylo pojmenováno Trafalgarské náměstí v Londýně.
Španělský spisovatel Arturo Pérez-Reverte je autorem historického románu Cabo Trafalgar.